# 리한재
리한재(李漢宰, 1982년 6월 27일~)는 재일 한국인 축구 선수로 포지션은 미드필더이며 일본 오카야마현 구라시키시 출신이다.

## 구단 경력
구라시키조선초중급학교(倉敷朝鮮初中級学校)와 히로시마조선초중고급학교 고급부(広島朝鮮初中高級学校高級部)를 거쳐 2001년 산프레체 히로시마에 입단 후 2009년까지 활동하며 2002년 일왕배 4강, 2003년 J2리그 준우승, 2007년 일왕배 준우승, 2008년 J2리그 우승, J리그 디비전 1 2009 4위 등의 성적을 남겼다.
그 후 2010년 홋카이도 콘사돌레 삿포로를 잠시 거친 뒤 2011년 FC 기후로 이적하여 2013년까지 활동했고 이후 2014년 당시 J3리그 소속팀인 마치다 젤비아로 이적하여 2021년까지 팀의 주축 미드필더로 활약하며 2014년 J3리그 3위, 2015년 J3리그 준우승 및 차기 시즌 2부 리그 승격, J2리그 2018 4위 등의 성적을 거두었다.

## 국가대표팀 경력
2004년 북한 A대표팀에 첫 발탁된 이후 2005년까지 국제 A매치 통산 7경기를 뛰었고 2005년 이후에는 단 한번도 대표팀에 발탁되지 못했다.

## 수상

### 구단
산프레체 히로시마
- J2리그 : 우승 (2008), 준우승 (2003)
- 일왕배 : 준우승 (2007), 4강 (2002)
- J1리그 : 4위 (2009)

 마치다 젤비아
- J3리그 : 준우승 (2015), 3위 (2014)
- J2리그 : 4위 (2018)